# 巴力拉惹
巴力拉惹，是馬來西亞柔佛州峇株巴轄縣的一個城鎮。由於地勢相對平坦及擁有多條水道，因而被命名“Parit”（意指“海溝”）。
該鎮面積約19.6平方公里，毗鄰峇株巴轄（23公里）及亞依淡（7公里）。

## 設施
- 清真寺（Masjid Sabak Uni Masjid Sri Sabak Uni）
- Tesco

## 交通
- 乘搭8號（Causeway Link）[3] 或BP002號（BMJ）[4]巴士
- 駕經50號公路到達